# USS Hickox (DD-673)
USS Hickox (DD-673) là một tàu khu trục lớp Fletcher được Hải quân Hoa Kỳ chế tạo trong Chiến tranh Thế giới thứ hai. Nó là chiếc tàu chiến duy nhất của Hải quân Mỹ được đặt theo tên Thiếu tá Hải quân Ralph Hickox (1903-1942), hạm trưởng chỉ huy tàu khu trục USS Truxtun (DD-229), tử nạn khi con tàu bị mắc cạn tại Đại Tây Dương năm 1942. Nó đã hoạt động cho đến hết Thế Chiến, ngừng hoạt động một thời gian ngắn, rồi lại tiếp tục phục vụ trong Chiến tranh Triều Tiên. Con tàu được chuyển cho Nam Triều Tiên năm 1968 và phục vụ cùng Hải quân Cộng hòa Hàn Quốc như là chiếc ROKS Pusan, cho đến khi bị tháo dỡ năm 1989. Hickox được tặng thưởng chín Ngôi sao Chiến trận do thành tích phục vụ trong Thế Chiến II, và thêm hai Ngôi sao Chiến trận nữa khi hoạt động tại Triều Tiên.

## Thiết kế và chế tạo
Hickox được đặt lườn tại xưởng tàu của hãng Federal Shipbuilding and Drydock Company ở Kearny, New Jersey vào ngày 12 tháng 3 năm 1943. Nó được hạ thủy vào ngày 4 tháng 7 năm 1943; được đỡ đầu bởi bà Ralph Hickox, vợ góa Thiếu tá Hickox; và nhập biên chế vào ngày 10 tháng 9 năm 1943 dưới quyền chỉ huy của Trung tá Hải quân William M. Sweetser.

## Lịch sử hoạt động

### Thế Chiến II

#### 1943-1944
Sau khi hoàn tất chạy thử máy tại vùng biển Caribe, Hickox khởi hành từ Norfolk, Virginia vào ngày 21 tháng 11 năm 1943 và đi đến Trân Châu Cảng vào ngày 12 tháng 12, nơi nó gia nhập Lực lượng Đặc nhiệm 58, lực lượng tàu sân bay nhanh dưới quyền Phó đô đốc Marc Mitscher trực thuộc Đệ Ngũ hạm đội. Trong thành phần hộ tống cho lực lượng,nó lên đường vào ngày 16 tháng 1 năm 1944 để tham gia đợt không kích nhằm vô hiệu hóa các sân bay đối phương tại khu vực quần đảo Marshall. Trong những tháng tiếp theo, nó đã hộ tống các tàu sân bay khi máy bay của chúng không kích Truk, quần đảo Marshall và New Guinea.
Vào ngày 1 tháng 4, Hickox hợp cùng tàu khu trục Hunt (DD-674) tiêu diệt hai tàu hàng Nhật Bản nhỏ ngoài khơi đảo Woleai, rồi tiếp tục truy đuổi một tàu tuần tra Nhật Bản tại quần đảo Mariana vào ngày 13 tháng 6. Sau khi bảo vệ cho các tàu sân bay tung ra các cuộc không kích xuống đảo Wake và Saipan vào đầu tháng 6, nó tháp tùng các tàu chiến khác thuộc lực lượng đặc nhiệm tuần tra vùng biển về phía Tây Mariana nhằm ngăn ngừa sự can thiệp của hạm đội tàu nổi đối phương. Hạm đội Liên hợp Nhật Bản đã phản công cuộc đổ bộ trong Trận chiến biển Philippines vào ngày 19 tháng 6, và trong trận chiến kéo dài hai ngày này, không lực của Hải quân Đế quốc Nhật Bản bị thiệt hại 395 máy bay trên tàu sân bay, 31 thủy phi cơ cùng khoảng 50 máy bay đặt căn cứ trên đất liền. Trong cuộc không chiến mang biệt danh "Cuộc săn vịt trời Mariana vĩ đại", Hickox góp công bắn rơi ít nhất năm máy bay đối phương và giải cứu ba phi công bị rơi máy bay xuống biển. Không lực hải quân Nhật Bản không bao giờ phục hồi sau thất bại này.
Trong suốt thời gian còn lại của mùa Hè, Hickox tiếp tục hoạt động cùng Lực lượng Đặc nhiệm 58 khi các tàu sân bay tung các đợt không kích chuẩn bị xuống các vị trí đối phương tại Iwo Jima và Guam. Vào ngày 11 tháng 9, nó gia nhập Đệ Tam hạm đội dưới quyền Đô đốc William Halsey, Jr. tại vùng biển Philippines, và bảo vệ các tàu sân bay trong các cuộc không kích tiếp theo. Sau các đợt ném bom xuống Okinawa và Đài Loan vào các ngày 12 và 13 tháng 10, chiếc tàu khu trục quay trở lại vùng biển để tham gia trận Hải chiến vịnh Leyte, nỗ lực phản công cuối cùng của Nhật Bản chống lại ưu thế ngày càng lớn mạnh của Đồng Minh. Trong suốt chiến dịch bao gồm bốn trận đánh riêng biệt này, kéo dài từ ngày 24 đến ngày 26 tháng 10, đối phương lại chịu thiệt hại nặng khi bị mất ba thiết giáp hạm, mười tàu tuần dương, bốn tàu sân bay, chín tàu khu trục và một tàu ngầm.
Cho đến ngày 7 tháng 11, Hickox tiếp tục hoạt động cùng Đệ Tam hạm đội, chống trả vô số các cuộc không kích phản công của đối phương, và bảo vệ các cuộc không kích xuống khu vực Manila trước khi rút lui về Ulithi. Gia nhập trở lại cùng các tàu sân bay vào ngày 14 tháng 11, nó tiếp tục hỗ trợ cho các cuộc không kích tiếp theo xuống Philippines và hỗ trợ cuộc đổ bộ lên Mindanao vào ngày 11 tháng 12. Hạm đội mắc phải cơn bão Cobra vào ngày 17 tháng 12 với sức gió lên đến 115 kn (213 km/h), khiến ba tàu khu trục bị đắm; Hickox bị mất lái trong cơn bão nhưng đã phục hồi được và hộ tống một đội tàu chở dầu quay trở về Ulithi an toàn vào ngày 23 tháng 12.

#### 1945
Hickox gia nhập trở lại Lực lượng Đặc nhiệm 58 vào ngày 1 tháng 2 năm 1945, và đã hộ tống cho các tàu sân bay cho cuộc không kích xuống Tokyo vào ngày 16 tháng 2, đợt không kích đầu tiên kể từ cuộc Không kích Doolittle nổi tiếng vào tháng 4 năm 1942. Các đợt không kích tiếp theo xuống chính quốc Nhật Bản và hỗ trợ cho cuộc đổ bộ lên Iwo Jima đã buộc chiếc tàu khu trục phải liên tục ở ngoài biển suốt mùa Xuân. Vào ngày 19 tháng 3, khi tàu sân bay Franklin (CV-13) bị hư hại nặng do một máy bay tấn công cảm tử Kamikaze, Hickox đã thả xuồng săn cá voi xuống nước tiếp cận chiếc tàu sân bay và cứu được khoảng 70 người trên biển; chiếc tàu khu trục đã trực tiếp áp sát đuôi con tàu đang cháy để cứu 18 người khỏi tàu và thêm ba người khác dưới nước. Ngoài ra hỏa lực phòng không của nó cũng đánh trả có hiệu quả hai đợt tấn công tự sát khác nhắm vào Franklin. Sau khi hộ tống con tàu bị hư hại đi đến Ulithi vào ngày 24 tháng 3, chiếc tàu khu trục lên đường vào ngày 5 tháng 4, gia nhập lực lượng hỗ trợ ngoài khơi Okinawa, nơi cuộc đổ bộ đã diễn ra bốn ngày trước đó.
Hickox đã hoạt động ngoài khơi Okinawa trong vai trò hộ tống và cột mốc radar canh phòng. Nó liên tục chịu đựng những đợt không kích của đối phương, và đã bắn trả và trợ giúp vào việc bắn rơi nhiều kẻ tấn công. Được tách khỏi nhiệm vụ này vào ngày 29 tháng 5, nó đi đến Guam, rồi lên đường quay trở về Hoa Kỳ ngang qua Trân Châu Cảng, về đến San Francisco, California vào ngày 6 tháng 7, và được đại tu tại đây. Nó vẫn còn ở lại vùng bờ Tây khi Nhật Bản đầu hàng kết thúc cuộc xung đột. Nó được cho xuất biên chế và đưa về lực lượng dự bị tại San Diego vào ngày 10 tháng 12 năm 1946.

### 1951 - 1957

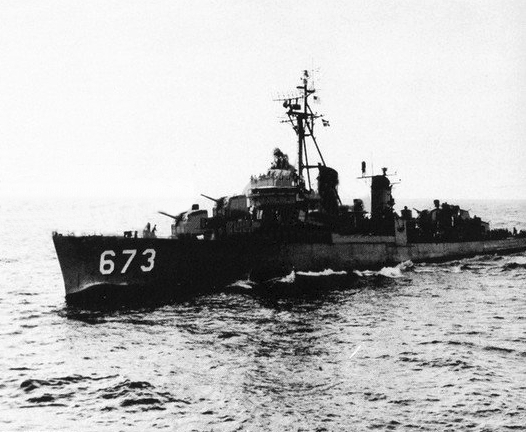
Hickox trên đường đi năm 1956.

Hickox được cho nhập biên chế trở lại vào ngày 19 tháng 5 năm 1951, sau khi sự kiện Chiến tranh Triều Tiên nổ ra tại Viễn Đông, làm gia tăng nhu cầu tăng cường sức mạnh hạm đội. Nó đi đến cảng nhà mới Newport, Rhode Island vào ngày 13 tháng 10 để gia nhập Hạm đội Đại Tây Dương, và sau khi thực tập chiến thuật dọc theo vùng bờ Đông và vùng biển Caribe, nó cùng Hải đội Khu trục 20 lên đường vào ngày 6 tháng 9 năm 1952 cho một chuyến đi vòng quanh thế giới.
Hickox nhận nhiệm vụ ngoài khơi bờ biển Triều Tiên, hộ tống các tàu sân bay nhanh thuộc Lực lượng Đặc nhiệm 77, bắn hỏa lực hỗ trợ tác chiến, và tuần tra chung quanh bán đảo. Nó cùng các tàu chị em quay trở về Newport vào tháng 4 năm 1953 qua ngã Singapore, Calcutta, Ceylon, Naples và Gibraltar, kết thúc chuyến đi kéo dài gần tám tháng.
Hickox tiến hành các hoạt động thực tập cho đến ngày 8 tháng 9 năm 1954, khi nó khởi hành cho chuyến đi kéo dài năm tháng đến Bắc Âu và khu vực Địa Trung Hải. Nó thực hiện các cuộc tập trận hải quân cùng Khối NATO, cơ động hạm đội và viếng thăm thiện chí trước khi quay trở về Hoa Kỳ vào ngày 7 tháng 2 năm 1955. Nó còn thực hiện một chuyến đi khác sang Địa Trung Hải vào mùa Hè năm 1957, khi nó canh phòng tại khu vực Đông Địa Trung Hải đề phòng những diễn biến xấu và biến động sau một âm mưu đảo chính nhằm lật đổ Vua Hussein của Jordan. Quay trở về Hoa Kỳ vào ngày 30 tháng 8, chiếc tàu khu trục đi đến Xưởng hải quân Philadelphia hai tuần sau đó, nơi nó lại được cho xuất biên chế và gia nhập Hạm đội Dự bị Đại Tây Dương vào ngày 20 tháng 12 năm 1957.

### ROKSPusan
Hickox được chuyển cho Nam Triều Tiên vào ngày 15 tháng 11 năm 1968, nơi nó phục vụ cùng Hải quân Cộng hòa Hàn Quốc như là chiếc ROKS Pusan, tên được đặt theo thành phố cảng Pusan. Pusan ngừng hoạt động và bị tháo dỡ vào năm 1989.

## Phần thưởng
Hickox được tặng thưởng chín Ngôi sao Chiến trận do thành tích phục vụ trong Thế Chiến II, và thêm hai Ngôi sao Chiến trận trong Chiến tranh Triều Tiên.